# 사카모토 게이
사카모토 게이(일본어: 坂本 敬, 2001년 7월 5일~)는 일본의 축구 선수이다.

## 구단 경력
그는 2020년 J3리그의 가이나레 돗토리에 입단했다. 2024년까지 35경기에 출전. 2024년 8월 일본 풋볼 리그의 아틀레티코 스즈카로 이적했다.